# Aquenio

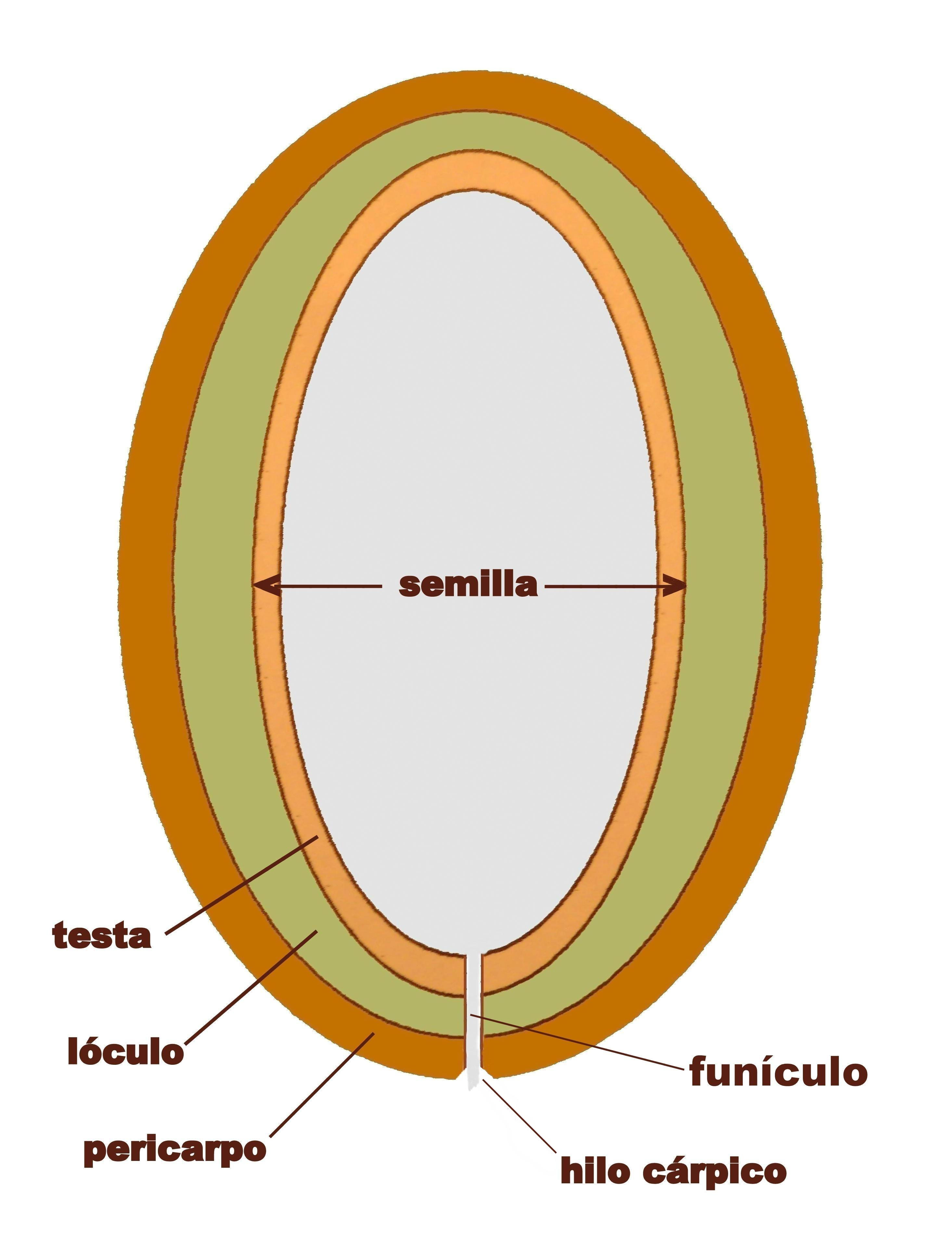
Aquenio: corte longitudinal esquemático

Aquenio o aqueno (del neologismo latín achaenium, del griego χαίνω, 'abrirse' con α- privativo, o sea 'que no se abre', 'indehiscente') es un término botánico de uso generalmente ambiguo —y cambiante en el tiempo— que, en todo rigor, debería aplicarse exclusivamente a un "fruto seco derivado de un ovario súpero, indehiscente, monocarpelar y con la semilla y su testa no adherida al pericarpo", este último, más o menos esclerificado.

## Tipos
En sentido estricto, los frutos de las especies de la familia Asteraceae no son aquenios —tal y como vienen descritos a menudo en la literatura botánica— pues estos últimos son frutos que derivan de un "ovario supero monocarpelar", y los frutos de dicha familia derivan todos de un "ovario infero bicarpelar". Para ellos, Charles-François Brisseau de Mirbel creó, en 1815, el término cipsela (o cypsela, plural cypselae o cypselas), vocablo empleado sistemáticamente por los autores botánicos anglosajones para los frutos de la familia.
Una sámara es un tipo de aquenio alado.
El "utrículo" es también un aquenio en el que el fruto tiene forma de vejiga o está inflado.
Una cariópside (o grano) es otro tipo de aquenio, con la diferencia de que en ella el integumento y el pericarpio se hallan fusionados.